# Aden Abdulla Osman
Aaden Abdulla Osman Daar (popolarmente noto come Aadan Cadde; Belet Uen, 9 dicembre 1908 – Nairobi, 8 giugno 2007) è stato un politico somalo.
È stato il primo Presidente della Somalia dopo che il Paese ottenne l'indipendenza nel 1960 col nome di Repubblica Somala.

## Biografia
Nacque nel 1908 a Belet Uen, nella regione centrale somala dell'Hiran, da una famiglia di etnia Hauia..
Nel febbraio del 1944, aderì al Circolo della Gioventù Somala, successivamente chiamato Lega dei Giovani Somali, un partito nazionalista, che si batteva per l'indipendenza della Somalia. Divenne membro del comitato direttivo del partito e nel 1946 fu nominato Segretario della sezione del partito di Belet Uen.
Dal 1954 fino al 1956 e nuovamente dal 1958 fino al 1959, svolse la funzione di presidente della Lega dei Giovani Somali. Nel 1956 fu eletto presidente dell'Assemblea Legislativa.
Quando la Somalia divenne indipendente il 1º luglio del 1960, fu eletto primo presidente del nuovo Stato. il suo vice presidente dell'Assemblea Legislativa Hagi Bashir Ismail Yousuf, diventa il primo presidente dell'Assemblea Nazionale Somala. Nelle elezioni presidenziali del 1967 fu sconfitto da Abdirashid Ali Shermarke. Il suo mandato come presidente cessò il 10 giugno 1967.
Osman accettò la sconfitta tranquillamente, ed entrò così nella storia come il primo leader politico africano ad aver ceduto pacificamente il potere nelle mani di un successore democraticamente eletto, rafforzando ulteriormente in Somalia un clima di legalità democratica già affermatosi nel corso della sua presidenza, molto raro nell'Africa di allora.
Questa situazione di stabilità e pace non durò molto: Shermarke fu assassinato da una guardia del corpo il 15 ottobre 1969 ed il 21 ottobre, il giorno dopo i suoi funerali, il generale e Comandante in capo dell'Esercito Siad Barre prese il potere con un colpo di Stato incruento, senza incontrare alcuna opposizione.
Osman non collaborò con il regime di Barre ed al suo interno non assunse alcuna posizione.
Nel 1990, quando la dittatura era prossima alla fine e gli scontri con gli oppositori sempre più sanguinosi, con la Somalia prossima alla guerra civile, Osman e oltre 100 politici somali firmarono un documento comune, in cui esprimevano la loro preoccupazione per le violenze ed auspicavano una riconciliazione.
In risposta, Osman fu sommariamente arrestato, e sarebbe rimasto in carcere fino alla definitiva caduta di Barre, avvenuta all'inizio del 1991.
Dopo il rilascio, trascorse buona parte del suo tempo nella sua tenuta di Genale, nella Somalia meridionale.
Il 22 maggio 2007 fu erroneamente riportata la notizia della sua morte in un ospedale di Nairobi, ma Osman era effettivamente ricoverato nella capitale del Kenya in condizioni gravi e costretto all'alimentazione artificiale. Si sarebbe spento a Nairobi l'8 giugno dello stesso anno.
Il Governo federale di transizione, allora guidato da Abdullahi Yusuf Ahmed, proclamò 21 giorni di lutto nazionale, concesse ad Osman funerali di Stato e gli intitolò l'Aeroporto Internazionale di Mogadiscio.
Suo figlio Osman Aden Abdulla è un importante medico e genetista.